# Övergångskurva
En övergångskurva används framför allt på vägar och järnvägar för att ge en mjuk övergång mellan en rak sträcka och en kurva med en viss radie eller mellan två kurvor med olika radier.  De används även i till exempel berg- och dalbanor, bland annat de på Gröna lund och Liseberg.  Den vanligaste typen av övergångskurvor är klotoider, som mer eller mindre är segment av en spiral.

## Varför övergångskurvor används

### Säkerhet
Kurvor utan övergångskurvor leder till att en del bilförare, för att få en bekvämare kurvtagning, genar i kurvorna genom att påbörja svängen före kurvan.  I vänsterkurvor används ibland en del av körfältet för mötande trafik.  Därför är det extra viktigt med övergångskurvor före och efter kurvor med tvära radier.

### Bekvämlighet
Bland annat medför övergångskurvor att kurvtagningen blir bekvämare, dels genom man kan vrida ratten med konstant hastighet, men även genom att man kommer ifrån plötsliga sidokrafter. Vägens sträckning blir även visuellt mer tilltalande.